# Xã Lone Oak, Quận Bates, Missouri
Xã Lone Oak (tiếng Anh: Lone Oak Township) là một xã thuộc quận Bates, tiểu bang Missouri, Hoa Kỳ. Năm 2010, dân số của xã này là 281 người.